# Île de la Chèvre (Vernaison)
Ne doit pas être confondu avec Île de la Chèvre ou Île de la Chèvre (Tupin-et-Semons).
L'île de la Chèvre, sur la commune de Vernaison, est un site protégé avec une faune et une flore typique des milieux du Rhône.

## Description
Elle constitue la partie nord de l'île de la Table-Ronde avec laquelle elle est fusionnée et est reliée à la rive du Rhône, à l'extrême Nord par l'écluse Pierre Benite.

## Site protégé
Le programme de réhabilitation débuté dans les années 1990 a permis de redonner une nouvelle jeunesse aux lônes, nom donné aux bras morts du Rhône qui accueillent de nombreuses variétés de poissons. On y trouve des espèces protégées, assez étonnantes si près de Lyon, comme le castor, le martin pêcheur ou le milan noir.
L'île de la Chèvre possède la particularité d'accueillir une vaste pépinière, le Domaine de Chapelan. Cette pépinière de 20ha est une originalité aussi près d'une grande agglomération. Elle constitue une îlot de protection pour de nombreuses espèces protégées. En particulier, la présence de fossés constamment en eau permet le développement d'une flore (renoncule scélérate...) et d'une faune (grenouilles, crapauds...) particulièrement intéressante. Les milans noirs apprécient d'y trouver des campagnols et autres invertébrés dont ils peuvent se nourrir. Et il n'est pas rare d'apercevoir des buses planant à l'affut des lapereaux qui se reproduisent dans les délaissés de la pépinière.
Des lièvres et des faisans sont régulièrement observés sur le site.
Les nombreuses hirondelles de mur qui nichent sous les toits de l'entreprise Plymouth, située à proximité de la pépinière, apprécient de venir chasser les insectes volants que la manutention des plantes par les salariés de l'entreprise fait s'envoler.